# Pseudhisychius nigroornatus
Pseudhisychius nigroornatus är en insektsart som beskrevs av Christiane Amédégnato och Poulain 1986. Pseudhisychius nigroornatus ingår i släktet Pseudhisychius och familjen Romaleidae. Inga underarter finns listade i Catalogue of Life.